# Кожухов, Михаил Гаврилович
Михаил Гаврилович Кожухов (около 1741 — после 1783) — офицер Российского императорского флота, участник Семилетней войны, Кольбергской экспедиции, русско-турецкой войны (1768—1774) и Первой Архипелагской экспедиции. Георгиевский кавалер, капитан генерал-майорского ранга.

## Биография
Кожухов Михаил Гаврилович родился в 1741 году в с. Лысцево Рязанского уезда (ныне Старожиловский район Рязанской области). Сын армии поручика Гаврилы Захаровича Кожухова. 24 мая 1758 года записан в штурманские ученики «за недоказательством дворянства», после предоставления доказательств, в сентябре того же года определён в Морской шляхетный кадетский корпус. 30 апреля 1761 года произведён в гардемарины.
15 апреля 1761 года произведён в мичманы. В декабре того же года принимал участие в последнем крупном сражении Семилетней войны — битве за крепость Кольберг. Во время государственного переворота 28 июня 1762 года находился в Кронштадте в карауле на бастионе воспрепятствовал Петру III причалить в Кронштадте, за что был награждён производством через чин в корабельные секретари и двухгодичным окладом жалованья. 31 октября 1762 года, согласно указанию Екатерины II, направлен в числе волонтёров из дворян в Англию для изучения английского языка и практической морской службы. В 1763 году совершил плавание на военных судах из Англии в Америку.
20 апреля 1764 года произведён в лейтенанты. 16 июня 1767 года вернулся в Россию. 30 апреля 1768 года произведён в капитан-лейтенанты, на линейном корабле «Евстафий» плавал в Балтийском море. В 1769 году командирован в Тавров, находился в плаваниях судах Азовской флотилии в Азовском море, затем вернулся в крепость Святого Дмитрия Ростовского. 14 января 1770 года командирован в Новопавловск.
Участник русско-турецкой войны 1768—1774 годов и Первой Архипелагской экспедиции. 7 марта 1770 года переведён из Новопавловска в Санкт-Петербург и назначен старшим офицером на линейный корабль «Всеволод», на котором в составе Средиземноморской эскадры, отправился в Архипелаг. В 1771 году, находясь на том же корабле, крейсировал в Архипелаге до Дарданелл, участвовал в атаке города Метелино, затем вступил в командование тем же кораблём. В 1772 году, командуя тем же кораблём, а затем фрегатом «Надежда», плавал в Архипелаге. 31 декабря произведён в капитаны 2 ранга. С 23 июля по 29 сентября 1773 года командовал отрядом из семи судов (2 фрегата, 5 поллак и 2 полугалеры) при осаде Бейрута, после взятии крепости Бейрут получил в приз 300000 пиастров в качестве контрибуции и 2 полугалеры.
27 июля 1773 года был награждён за отличие орденом Святого Георгия 4 класса (№ 174 по кавалерскому списку Судравского и № 207 по списку Григоровича— Степанова)
В 1774—1775 годах продолжал командовать фрегатом «Надежда», крейсировал в составе эскадры вице-адмирала Елманова в Архипелаге. В 1775 году был послан из порта Аузы в Ливорно к графу А. Г. Орлову с известием о размене мирных ратификаций с Оттоманской портой, затем на том же фрегате перешёл из Ливорно в Кронштадт.
По прибытии В Кронштадт, командовал фрегатом «Надежда». 23 ноября 1776 года был награждён за отличие орденом Святого Георгия 3 класса (№ 54). В Высочайшем указе отмечалось, что Кожухов «… в 773 году послан был с эскадрою военных судов вне архипелага для поисков над неприятелем к египетским и сирским берегам, где он на сирском берегу действуя и морем и высаживая десанты, имел с турками две главныя баталии и напоследок взял город Байрут и две полугалеры со всем военным снарядом, из которых одна в порт Аузу им привезена».
21 апреля 1777 года был произведён в капитаны 1 ранга и назначен командиром линейного корабля «Всеволод». В 1779—1780 годах командовал новопостроенным в Санкт-Петербурге линейным кораблём «Спиридон», плавал в Немецком море.
С 15 января 1781 года по болезни находился в годовом отпуске. 28 июня 1782 года произведён в капитаны генерал-майорского ранга. 24 ноября 1783 года по болезни уволен от службы с пенсионом.
В отставке Кожухов проживал в селе Карелино в имении жены Марии Михайловны (урожденная Рахманинова). В 1812 году М. Г. Кожухову было предложено возглавить Рязанское ополчение, формировавшееся для борьбы с армией Наполеона, однако из-за ран и преклонного возраста он вынужден был отказаться.
Умер около 1822 года в с. Карелино Пронского уезда, (ныне Старожиловский район)